# Фиџи хинди
Фиџи хинди је индоаријски језик који је матерњи језик за 313.000 људи индијског порекла на Фиџију.
Овај језик је веома разликује од стандардног хинди језика који се говори у Индији, и однос између два језика су сличан односу између холандског и африканерског. Језик се састоји од источног хинди дијалеката (бхоџпури и авадхи) са бројним енглеским и фиџијским речима. 
У новије време, због политичког преокрета у Фиџију, велики број Индијаца се сели у Аустралију, Нови Зеланд, Сједињене Америчке Државе и Канаду, носећи фиџи хинду језик са собом.